# Дербетев, Фёдор Иванович
Фёдор Иванович Дербетев (1740— 24 мая 1774) — казачий офицер из служилых православных калмыков, участник Крестьянской войны 1773—1775 годов, атаман калмыцкого казачьего полка в армии Пугачёва.

## Биография
Происходил из древнего дербетского нойонского (княжеского) рода Чорос (Цорос), представители которого приняв православие были определены в казачье сословие калмыков, живших в Ставропольской провинции Оренбургской губернии. Был потомком в 7 поколении дербетского тайши (царевича, принца) Далай-Батыра. Сестра его деда, княжна Церен-янжи (в крещении - княгиня Анна Тайшина) основала город Ставрополь на Волге (ныне Тольятти). На военной службе с 17 лет, участник Семилетней войны, отличился в бою под Пиллау. К 1773 году дослужился до чина войскового надзирателя.

## Восстание
В октябре 1773 года для подавления восстания, охватившего Ставропольский уезд из Ставрополя выступил отряд служилых калмыков в 300 человек, которым командовал Дербетев, однако, не приступая к боевым действиям, отряд почти полностью перешёл на сторону восставших яицких казаков. Позднее из их числа был организован калмыцкий полк, атаманом которого был назначен Дербетев. Во главе своего полка он участвовал в осаде Оренбурга.
В ноябре 1773 года, зная об авторитете, которым пользовался Дербетев у ставропольчан, Емельян Пугачёв отправил его своим эмиссаром для организации повстанческого движения в калмыцких улусах. По свидетельству хорунжего В. Буратова, как только Дербетев прибыл, то - в улусах и в Ставрополе жившим калмыкам объявил, якобы дан ему от оного Пугачёва письменный вид с тем, чтобы всех помещиков грабить и разорять, а ежели кто противиться будет, то оных лишать жизни.
Из Ставропольского уезда Дербетеву удалось получить подкрепление в 140 человек, причём практически все они были знакомы с военным делом.
Собрав отряд из примерно 2000 человек, состоящий из калмыков и русских крестьян, Дербетев стал одним из видных вожаков восстания в Заволжье. Участвовал в боях на Самарской военной линии во взаимодействии с отрядами атаманов Ильи Арапова, Н. Л. Чулошникова, А. И. Сомова и другими.
В конце декабря 1773 года — начале января 1774 года, с подходом от Казани бригады генерала П. Д. Мансурова, восставшие после ожесточенных боёв сдали Самару и Алексеевск. Отряд Дербетева попытался взять Ставрополь, однако первая попытка штурма, предпринятая 10 января 1774 года, сорвалась из-за одного из отрядов Мансурова, вошедшего в город.
С помощью обманного манёвра Дербетев выманил из Ставрополя отряд подполковника Аршеневского, решившего, что повстанцы движутся к Самаре. 20 января 1774 года отряд из 600 человек, знакомых с городом, во главе с Дербетевым, практически не встретив сопротивления, внезапным ударом захватил Ставрополь, получив в качестве трофеев 6 пушек, оружие и боеприпасы, склады провианта и фуража. По свидетельству специальной комиссии для расследования причин быстрого захвата Ставрополя, восставшие разграбили город, однако по свидетельствам очевидцев разграблены были лишь несколько домов купцов и чиновников. При отступлении были казнены комендант крепости И. З. Фегезак и некоторые другие военные и гражданские чины. А. С. Пушкин в своих черновиках приводил поимённые списки 47 человек, казнённых отрядом Дербетева.
Воодушевлённые успехом в Ставрополе повстанцы напали на охраняемый транспорт с провиантом, следовавший из Симбирска в Самару, однако потерпели поражение, потеряв в бою 5 пушек, 3 бочонка пороха и сорок человек пленными.
В дальнейшем, Дербетев с Араповым продолжали сдерживать наступление бригады Мансурова к Оренбургу, а затем, соединившись с основной армией восставших в Татищевой крепости, 22 марта приняли участие в сражении с объединённым корпусом генералов Голицына и Мансурова, в котором восставшие потерпели тяжёлое поражение.
После поражения Дербетев увёл свой отряд в прияицкую степь у верховьев реки Иргиз, откуда не раз предпринимал попытки форсировать Самару и, обойдя стороной неприятельские посты и заставы, уйти на восток, к Пугачёву, ушедшему за реку Белую на Южном Урале. 23 мая 1774 года в бою у речки Грязнухи (приток Большого Иргиза) с одним из карательных отрядов под командованием поручика В. С. Байкова из состава бригады Мансурова полк был разбит, а сам Дербетев тяжело ранен и взят в плен. На следующий день он скончался.

## Семья
Мать Фёдора, Дербетева Анна Васильевна (урождённая Дондукова), также принимала активное участие в восстании. С конца декабря 1773 до 23 мая 1774 она находилась в отряде сына, а порою действовала и самостоятельно. Судя по адресованным ей донесениям атаманов Ильи Арапова и Л. Торгоутского обладала и некоторыми командирскими полномочиями. После гибели сына и рагрома его отряда её судьба неизвестна. Анна Васильевна упомянута в архивных заготовках Пушкина к «Истории Пугачева», где названа как «злая мать» Фёдора Дербетева.
Её брат, дядя Фёдора Дербетева, князь Алексей Дондуков, в чине полковника командовал одним из отрядов правительственных войск, подавлявших восстание.